# Никола Добролитски
Никола (Кольо) Христов Добролитски или Добролийски, Добролицки, Добролишки е български революционер, деец на Вътрешната македоно-одринска революционна организация.

## Биография
Роден е в 1876 година в костурското село Добролища, тогава в Османската империя, днес Калохори, Гърция. Получава начално образование. Влиза във ВМОРО и в Илинденско-Преображенското въстание е войвода на Апоскепския център. Участва в похода на Васил Чекаларов към областта Колония. В сражение при село Грамоща е ранен в устата. След погрома на въстанието бяга в Гърция и се установява във Фарсала.
В средата на февруари 1904 година се завръща в Костурско и става войвода на Нестрамкол, като активно работи за възстановяването на организацията.  През юли 1904 година районната чета на Нестрамкол, начело с Никола Добролитски, влиза в Нестрам, главното селище на района. При опит да се изведе от къщата му чорбаджията Марко Аргиров е застрелян четникът Йото Бурмашлиев от Четирок. Чорбаджиите молят властта за установяване на постоянен гарнизон в Нестрам и селото си остава не реорганизирано. Според Киряк Шкуртов неуспехът в Нестрам изнервя Добролитски и той се опитва да се премест в Костенарията, като отнеме района от войводата Нумо Янакиев. Шкуртов пише:
| „ | Кольо бѣ много решителенъ и безстрашенъ, но липсваше му организаторски талантъ и тактъ и за това не успѣ да организира добре своя районъ и, озлобенъ отъ това, реши да се настани в Костенарийския район, но за това пъкъ бѣ пречка Нумо. Почва доноси за Нумо, че билъ развратникъ и събиралъ много пари отъ Костенарията и не внасялъ въ общата каса. | “ |

В резултат от тези интриги Нумо Янакиев е извикан при костурския околийски войвода Митре Влаха в Корещата и е застрелян. В Костенарията пристига Георги Христов да изследва делата на Янакиев и да даде района на Добролитски, но местните дейци заявяват, че не приемат Добролитски и избират за войвода Костандо Живков.
Уличен в неморално поведение, Добролитски е изключен от четата и тя временно е поета от Кузо Димитров.
На 30 октомври 1906 година е обграден от турците с четирима свои четници в родното си село и след целодневно сражение се самоубива.
След смъртта на Никола Добролитски, четата предлага на Кузо Димитров да поеме войводството, но той отказва, тъй като е планирал заминаването си за България и за войвода е избран Търпо Георгиев Бузльо.
Син на Добролитски е Паскал Калиманов, ръководител на Македонобългарския комитет в Костурско през 1943 година, а негова внучка е северномакедонската политичка Ягнула Куновска.
Георги Константинов Бистрицки пише за него:
| „ | Кольо Добролицки от с. Добролища, с първоначално образование, служил в най-опасен район - всред смесени българо-турски села и до прага на Албания, касапин на дерибеите от Нестрам-кол, самоотвержен герой и утеха на най-нещастни костурски българи, участвувал в доста сражения с враговете, славно загина в голям и кръвопролитен бой с аскер и башибозук в родното си село, като остави овдовелия си район вечно да плаче за него. | “ |